# Otto Benzon
Carl Otto Valdemar Benzon (17. januar 1856 i København – 16. maj 1927 smst) var en dansk forfatter, dramatiker og medicinalfabrikant, søn af apoteker Alfred Benzon og hustru f. Østergaard og dermed bror til Alfred Benzon.
Benzon blev student fra Haderslev Læreres Skole 1873, blev cand.pharm. 1876 og cand.polit. 1878 og overtog faderens forretning ved dennes død 1884.
Tilhørende en driftig og talentfuld apotekerslægt, leder han selv i forbindelse med sin broder en betydelig forretning; men hans livlige almindelige interesser førte ham allerede som ung til at tage statsvidenskabelig eksamen, og senere har Benzon fra tid til anden ladet proverber og lystspil opføre, hvilke alle har gjort stor lykke. Det første, enakteren Surrogater, spillet i sæsonen 1881-82, føltes straks i sammenligning med den da udbredte Herman Bang'ske proverbegenre befriende uaffekteret og af en renere god tone; såvel i bygningen som i dialogens verdenstone – spirituel og behersket følsom – var det vel nærmest en studie efter det franske, men både Surrogater og endnu mere Tilfældigheder (1886) gemmer i en egen yndefuld ømhed og melankolsk ironi dråber af virkelig poesi. I de større samfundssatiriske lystspil En Skandale (1884) og Sportsmænd (1891) blev tonen mere lokal og aktuel københavnsk. Benzons vid fik en bredere og mere løssluppen lystighed og samtidig en mere angribende retning; det er dygtige teaterarbejder, der gjorde megen lykke og fik godt, omend ikke dybt ram på megen tidsmæssig virkelighed. Komedier som Moderate Løjer (1900) og Frie Hænder (1908) fortsatte i samme spor; et alvorligere ægteskabsdrama forsøgte Benzon sig med i Anna Bryde (1894). I sæsonen 1913-14 var Benzon direktør for Det kgl. Teater.
For indkomsten fra sine skuespil stiftede han Otto Benzons Forfatterlegat (eller Georg Brandes Legatet). Benzons skuespil findes bevaret i Dramatisk Bibliotek på Det Kongelige Bibliotek. Han var en god ven af den norske komponist Edvard Grieg og lod Grieg bruge 11 af sine digte til hans sange (opus 69, opus 70 og "To a Devil").
Han var tillige bestyrelsesmedlem i Kjøbenhavns Telefon-Aktieselskab, medlem af bestyrelsesrådet for The Siam Elektricity Co. Ltd., Bangkok, formand for Dansk Forfatterforening, medlem af Industriforeningens repræsentantskab (i 10 år), vicepræsident i juryens kemiske afdeling ved Udstillingen i Stockholm 1897 samt medlem af komitéen og juryen ved Verdensudstillingen i Paris 1900. Han var Ridder af Dannebrog og Dannebrogsmand.
Benzon boede på Østerbro i København i villaen Kristianiagade 1, som han lod arkitekten Andreas Clemmensen opføre 1896-1897. Villaen blev et gennembrudsværk for Clemmensen.
Otto Benzon var gift med Emma Hansen (1888-1889, ægteskabet opløst) og fra 1901 med Ellen Lucinde Bramsen, datter af Ludvig Bramsen. Sønnen Niels Benzon videreførte virksomheden. Hans portræt - udført af nordmanden Christian Krohg - hænger i den såkaldte portrætfrise i Brøndums spisesal.
- Tegning af P.S. Krøyer fra 1895
- Christian Krohgs portræt
- Kristianiagade 1

## Eksterne kilder
- Otto Benzon på gravsted.dk
- Otto Benzon på Dansk Forfatterleksikon